# Administrateur des finances publiques
Les administrateurs des Finances publiques (AFiP) constituent un corps de hauts fonctionnaires français exerçant dans le domaine des finances publiques ainsi que de la gestion du patrimoine de l'État.
Ce corps est amené à disparaître progressivement à compter de 2023 avec la création du corps d'administrateur de l'État le 1er janvier 2022. À partir du 1er janvier 2023, aucun nouvel administrateur des Finances publiques ne sera nommé et ceux en poste devront choisir entre intégrer ce nouveau corps ou être maintenus dans leur corps d'origine (selon le décret no 2021-1550 du 1er décembre 2021 portant statut particulier du corps des administrateurs de l'État).

## Constitution initiale
Le statut particulier du corps a été publié par le décret no 2009-208 du 20 février 2009.
Ce corps vise à remplacer progressivement des corps ou emplois spécifiques antérieurs :
- trésorier-payeur général ;
- délégué interrégional des Impôts ;
- chef des services fiscaux ;
- directeur départemental des Impôts ;
- chef des services du Trésor public ;
- receveur des finances de première catégorie ;
- conservateur des hypothèques.

L'intégration des agents déjà en poste dans le corps d'administrateurs des Finances publiques s'est faite progressivement jusqu'au 31 décembre 2012, sauf pour les conservateurs des hypothèques pour lesquels elle n'a commencé qu'à compter de cette date. Les premiers administrateurs des Finances publiques sont nommés au 1er juillet 2009 et installés au 6 juillet 2009.

## Missions
Les administrateurs des Finances publiques peuvent exercer leurs fonctions à l'administration centrale de la direction générale des Finances publiques, comme chef d'un service à compétence nationale ou chargé de mission.
Ils peuvent aussi être appelés à prendre la direction de l'un des services déconcentrés de la direction générale des Finances publiques, comme les directions régionales, départementales ou locales, ou les directions spécialisées, notamment en matière de recouvrement, ou assister les dirigeants de ces services.
Ils peuvent prendre la tête d'agences comptables, de postes comptables ou de postes de recouvrement. Ils peuvent exercer des missions transversales en matière de finances publiques, de comptabilité ou de gestion du patrimoine.
Les administrateurs des Finances publiques ont pour la plupart la qualité de comptable public.

## Organisation

### Structure du corps
Le corps comprend quatre grades : 
- administrateur des Finances publiques ;
- administrateur général des Finances publiques de classe normale ;
- administrateur général des Finances publiques de première classe ;
- administrateur général des Finances publiques de classe exceptionnelle.

### Recrutement
Le corps des administrateurs des Finances publiques est conçu comme un corps de débouché, c'est-à-dire que ses membres sont choisis parmi des fonctionnaires déjà en poste.
Les administrateurs des Finances publiques sont choisis en priorité (17 sur 20) parmi les fonctionnaires de catégorie A relevant des services de la direction générale des Finances publiques. Les autres sont choisis parmi les autres fonctionnaires du ministère de l'Économie et des Finances ou parmi les autres fonctionnaires ou encore parmi les officiers.
Les administrateurs des autres grades sont nommés essentiellement parmi les administrateurs du grade inférieur. Toutefois, d'autres hauts fonctionnaires, notamment les administrateurs civils, peuvent accéder directement à la classe normale et à la première classe des administrateurs généraux.